# Desa Sambong (administrativ by i Indonesien, Jawa Timur, lat -8,16, long 111,10)
Desa Sambong är en administrativ by i Indonesien.   Den ligger i provinsen Jawa Timur, i den västra delen av landet, 500 km öster om huvudstaden Jakarta.